# Schießscheibe

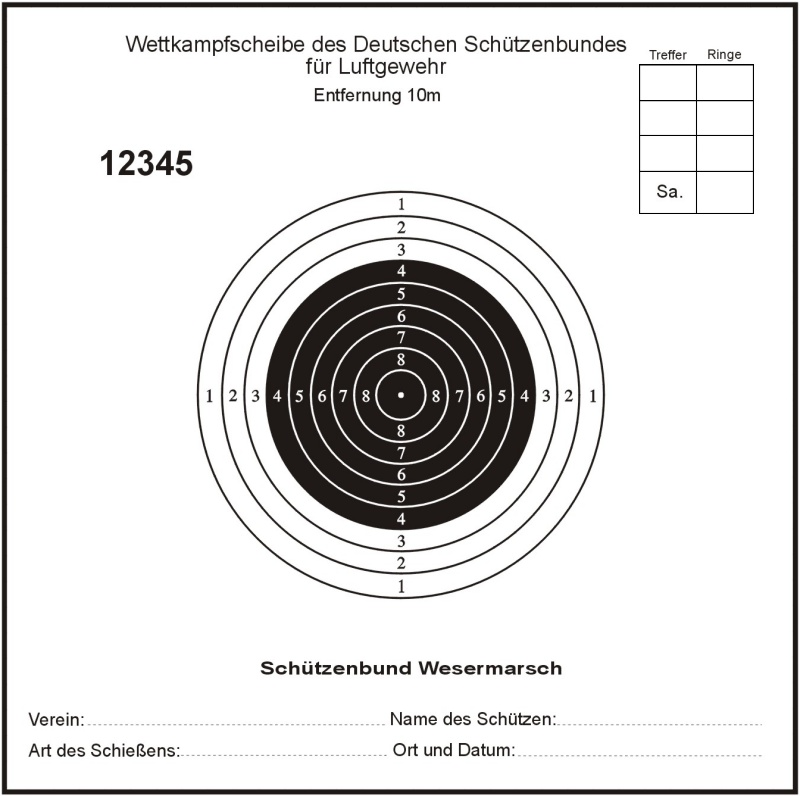
Schießscheibe für das Armbrust- und Luftgewehr-Schießen, DSB

Zielscheibe (umgangssprachlich auch kurz Scheibe) bezeichnet jedes flache Ziel in einer Präzisionssportart oder einem Geschicklichkeitsspiel. Dieser Artikel befasst sich lediglich mit der Zielscheibe im Schießsport, der sogenannten Schießscheibe (umgangssprachlich auch Schießkarte oder Karte).
Mit Ausnahme der Ehrenscheiben (s. u.) dienen Schießscheiben der Überprüfung der Schießfertigkeit eines Schützen oder der Ziel- und Treffgenauigkeit einer Schusswaffe.
Meistens bestehen Zielscheiben aus konzentrischen Ringen (daher wohl der Name Scheibe) und werden dann manchmal auch Ringscheibe genannt. Die Anordnung der Ringe auf einer Schießscheibe wird Spiegel oder Scheibenspiegel genannt. Der Scheibenspiegel besteht aus zehn ineinander liegenden, nummerierten Ringen. Ein Treffer des innersten Ringes wird am höchsten bewertet (10 Ringe). Bei historischen Schießscheiben ist das Ziel oft schwarz markiert, wovon sich die Redewendung „ins Schwarze treffen“ ableitet.
Schießscheiben bestehen aus dünner Pappe. Die Scheiben werden oft von elektrischen Scheibenanlagen bewegt, die seit Anfang des 20. Jahrhunderts bekannt sind. Um eine Schießscheibe für viele Schüsse zu verwenden, werden vielfach alte Schusslöcher mittels Schusslochpflastern überklebt.

## Anschussscheibe

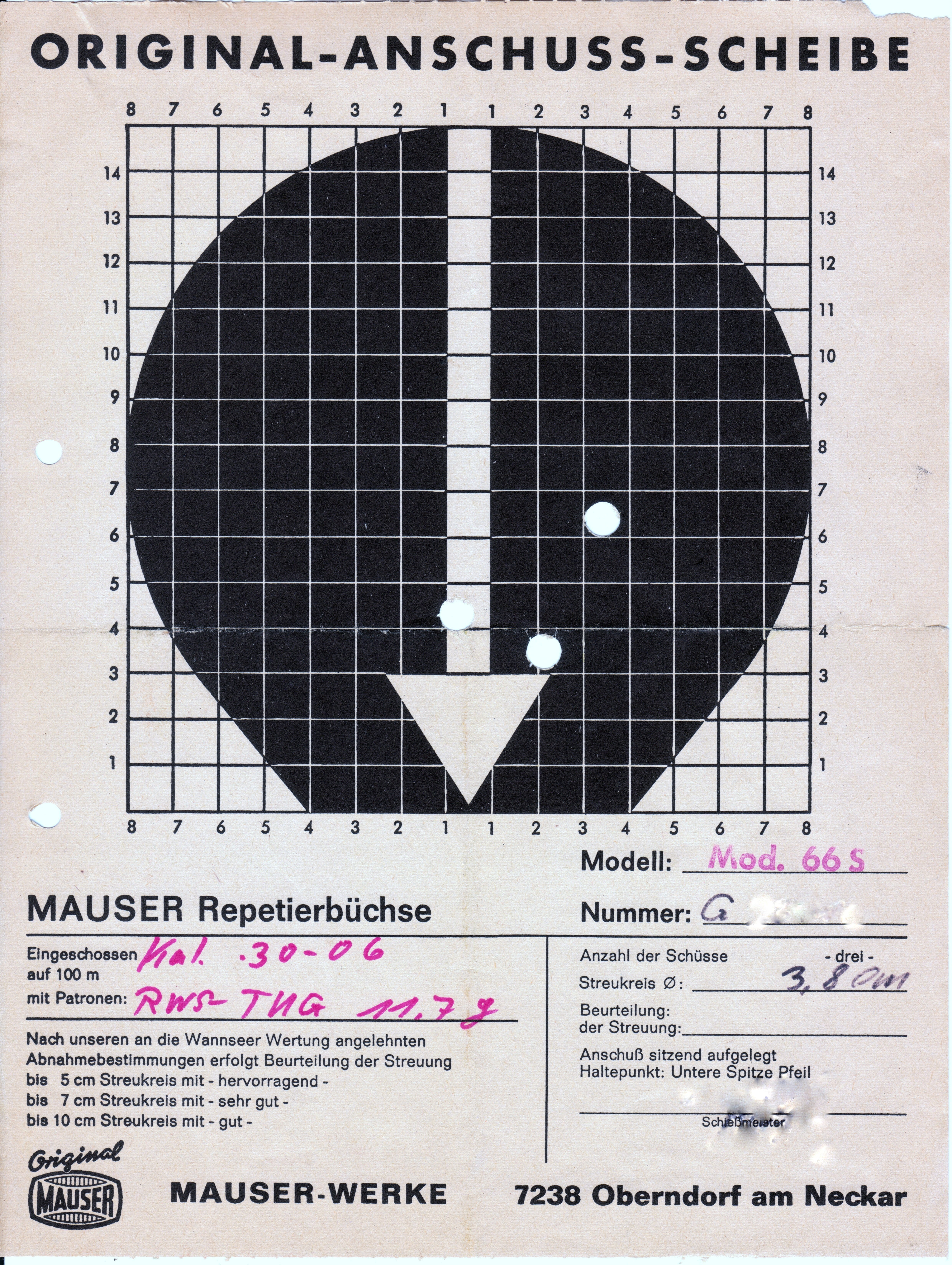
Beschossene Anschussscheibe

Anschussscheiben dienen der Überprüfung der Treffgenauigkeit einer Schusswaffe sowie zum Einschießen einer Schusswaffe, wobei Ziel- und Treffpunkt mit Hilfe einer Visierung in Übereinstimmung gebracht werden.
Zur Überprüfung der Schrotverteilung in der Schrotgarbe wird die 16-Felder-Scheibe verwendet.

## Wettkampfscheibe

### Sportschießen

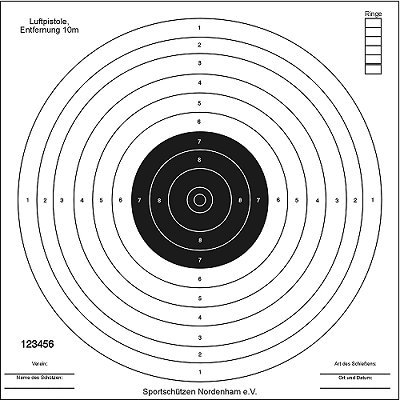
Schießscheibe für das Luftpistolen-Schießen, DSB

Je nach Disziplin und Entfernung beim Sportschießen gibt es Schießscheiben in unterschiedlichen Größen. Die Größenmaße der Schießscheiben werden in den Sportordnungen der Schießsportverbände je nach Schießdisziplin geregelt. Man verwendet Scheiben mit hellem Hintergrund und schwarzem Aufdruck.
Bei Schießscheiben für das Luftgewehrschießen auf 10 Meter hat die „Zehn“ einen Durchmesser von 0,5 mm. Beim Luftpistolenschießen auf die gleiche Entfernung hat die „Zehn“ einen Durchmesser von 11,5 mm und ist zweigeteilt in eine Innen- und Außenzehn. Auf 50 m ist die Zehn 10,4 mm groß, auf 100 m 50 mm und auf 300 m hat die Zehn einen Durchmesser von 100 mm. Die Ringe Neun und Zehn sind bei den Entfernungen 10 m und 50 m, mit Ausnahme der Pistolenscheibe, auf der Scheibe nicht beschriftet.
Die Auswertung der Treffer auf einer Scheibe wurde früher mit dem bloßen Auge vorgenommen. Heutzutage wird dafür in der Regel eine elektronische Auswertemaschine eingesetzt, die verschiedene Scheibengrößen einziehen kann und die Treffer bis auf 1/100 mm genau auswertet. Für die Auswertung darf in der Regel jeweils nur ein Schuss pro Scheibenspiegel abgegeben werden (Ausnahme Pistole: bis fünf Schuss).
Um den hohen Papierverbrauch beim Schießen mit dem Luftgewehr zu reduzieren (ein Wettkampf besteht aus 40 bis 60 Schuss auf 40 bis 60 einzelne Scheiben, die nach jedem Schuss gewechselt werden müssen), ist man dazu übergegangen, Streifenscheiben mit fünf bis zehn Spiegeln einzusetzen. Die Streifenscheiben können mit einem speziellen Scheibenhalter mit den handelsüblichen Scheibenzuganlagen auf dem Schießstand eingesetzt werden.
Heutzutage werden auch „elektronische Scheiben“ eingesetzt, die ein Einholen der Scheiben nicht mehr erfordern. Diese Scheiben werden auf einem Monitor angezeigt, mit dem von Pappscheiben bekannten Aussehen. Dabei schießt der Schütze auf ein dunkles Loch in einem Messrahmen, der das ermittelte Ergebnis auf 1/10 mm genau an einen Auswertecomputer zur Anzeige weiterleitet. Dieses Verfahren wird unter anderem auch bei den Schießwettbewerben der Olympischen Spiele angewendet.
In der Schützensprache wird ein Treffer außerhalb des Scheibenspiegels in Deutschland scherzhaft als „Fahrkarte“, in Österreich als „Fisch“ bezeichnet.

### Flintenschießen
Beim Flintenschießen, d. h. dem sportlichen wie jagdlichen Schießen mit Schrot, werden maschinell geschleuderte kleine Tonscheiben, Wurfscheiben (früher Tontauben genannt) beschossen. Auch der Kipphase, ein maschinell gezogener Blechhase, dessen Segmente je nach Treffer umkippen, ist beim jagdlichen Flintenschießen ein bewegtes Ziel.

### Bogenschießen

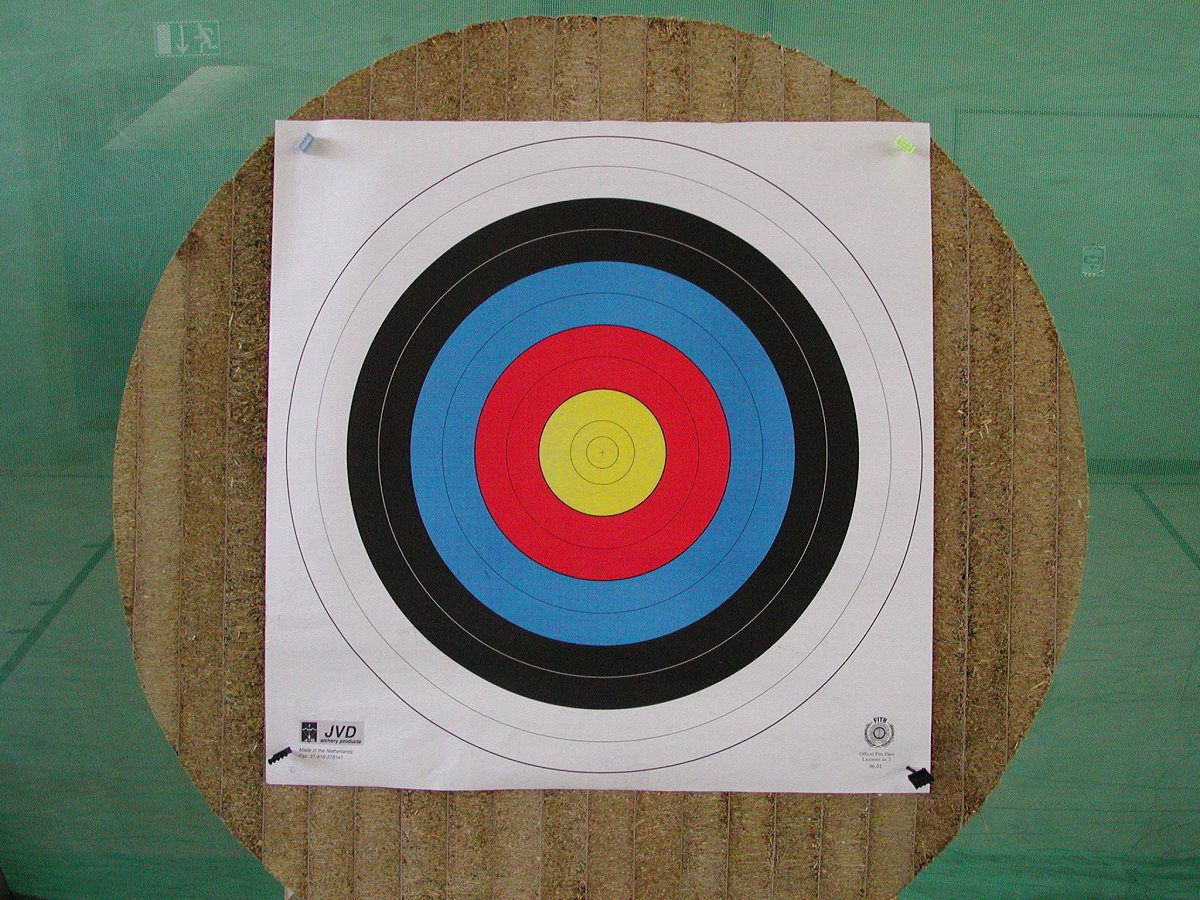
Zielscheibe mit Zielauflage beim Bogenschießen

Zielscheibe mit Zielauflagen beim Feldbogenschießen

Der Ursprung der Zielscheibe im England des 12. Jahrhunderts bestand aus Wagenrädern, die an einer Holzauflage befestigt wurden. Hierbei musste man in die Nabe schießen. Aus diesem Zielrad hat sich die Zielscheibe bei Darts entwickelt. Beim Bogenschießen bezeichnet der Begriff „Zielscheibe“ heute den Untergrund, auf dem die sogenannte „Zielauflage“ angebracht wird. Die Scheibe besteht dabei in der Regel aus gepresstem Stroh oder mit Fäden durchwirktem, gepresstem Papier und teilweise auch aus Kunststoff. Auf dieser wird dann die Scheibenauflage befestigt.
Die Zielauflage beim Bogenschießen ist aus bedrucktem Papier. Auf den Auflagen sind grundsätzlich zehn konzentrisch angeordnete Zonen (je Farbe 2 Ringe) aufgedruckt. Sie ist farbig, von innen nach außen gold, rot, blau, schwarz und weiß. Im Feldbogenschießen ist nur das Zentrum gold, alle weiteren Zonen schwarz.
Die Größe der Scheibenauflage ist von verschiedenen Faktoren abhängig:
- von der Bogenart (Blankbogen, Recurvebogen, Compoundbogen),
- von der Art des Wettkampfs (Halle oder Feld) und damit verbunden
- von der Entfernung (18 m, 25 m, 30 m, 40 m, 50 m, 70 m, 90 m)
- und der Altersklasse (Schüler, Jugend, Junioren, Schützenklasse, Altersklasse, Senioren)

Dadurch ergeben sich verschiedene Größen der Zielauflage. Nach der Sportordnung des DSB sind es Auflagen mit dem Durchmesser von 40 cm, 60 cm, 80 cm und 122 cm sowie dem 3er-Spot.
So wird zum Beispiel von der Schützenklasse Damen mit dem Recurvebogen bei der 70 m-FITA-Runde im Freien eine Zielauflage mit 122 cm Durchmesser verwendet. Die Scheibe wird schräg auf einem Ständer befestigt und der Scheibenmittelpunkt liegt 1,30 Meter über dem Boden.
Andere deutsche Bogensportverbände haben unter Umständen abweichende Zielauflagen.

## Ehrenscheibe, historische Schießscheiben

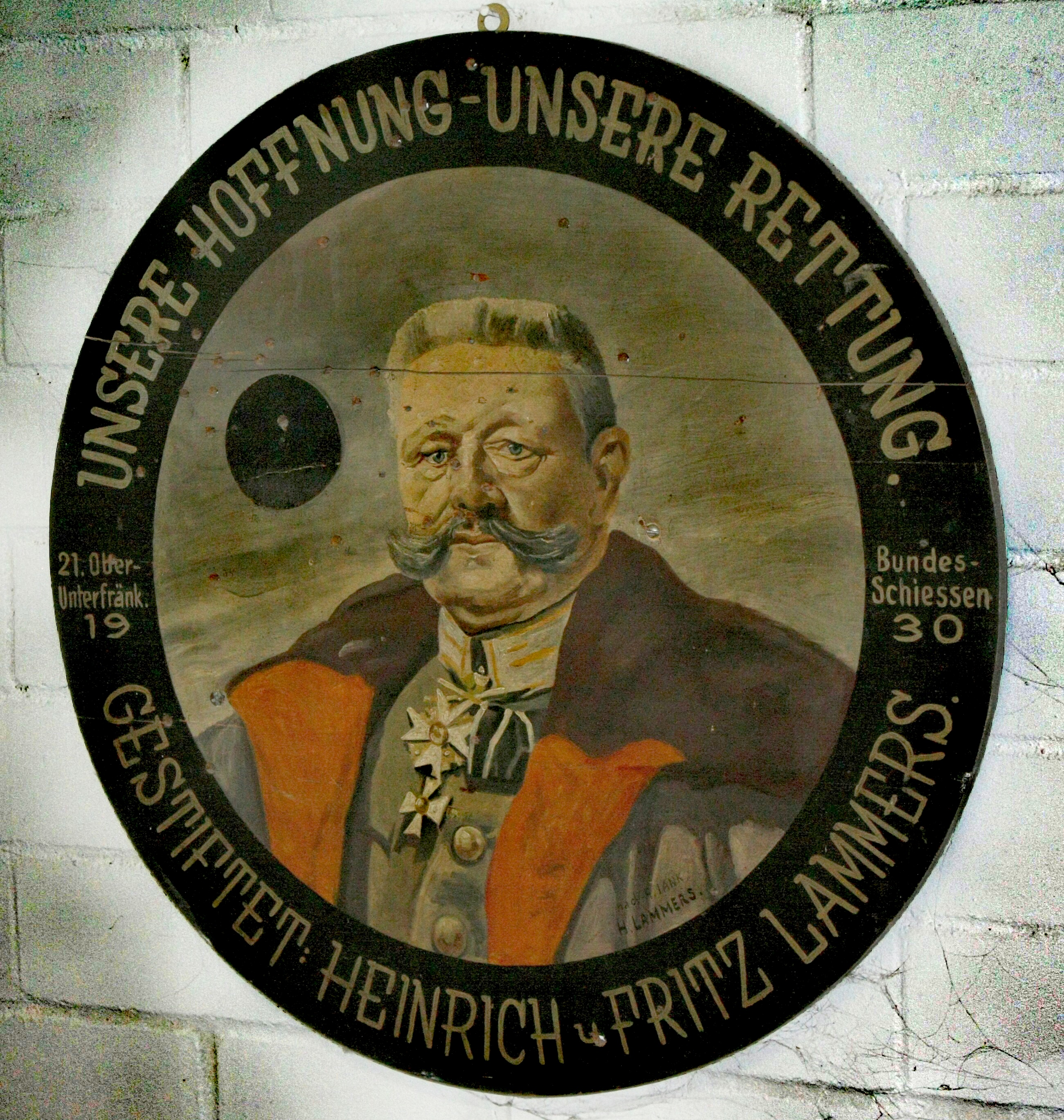
Ehren-Schützenscheibe mit Reichspräsident Paul von Hindenburg (diese Scheibe wurde nach einem Schießen an den Sieger verliehen)

Die Ehren- oder Königsscheibe ist eine traditionelle Auszeichnung für Schießwettbewerbe. Die Tradition ist vorwiegend im süddeutsch-österreichischen Raum und in Niedersachsen verbreitet.
Ehrenscheiben werden zum Beispiel zu Ehren einer Persönlichkeit, anlässlich eines Geburtstages, einer Hochzeit oder eines Preisschießens gestiftet und ausgeschossen. In Niedersachsen werden Königsscheiben dem Gewinner des Königsschießens als Preis verliehen und von diesem oftmals als Ehrenzeichen weithin sichtbar am Giebel seines Wohnsitzes angebracht.
Ehren- und Königsscheiben sind – und waren besonders im 18. und 19. Jahrhundert – oft künstlerisch gestaltet. Die handbemalte Ehrenscheibe aus Holz ist die ursprüngliche Form der Schießscheibe.
Das Ausschießen von Ehrenscheiben geschieht oft verdeckt, d. h. mit zugeklebtem Scheibenspiegel, oder der Gewinner wird nach dem Schießen „ausgestochen“: Mit verbundenen Augen sticht eine Person mit einem Jagdmesser auf die Scheibe und bestimmt damit das Ziel.

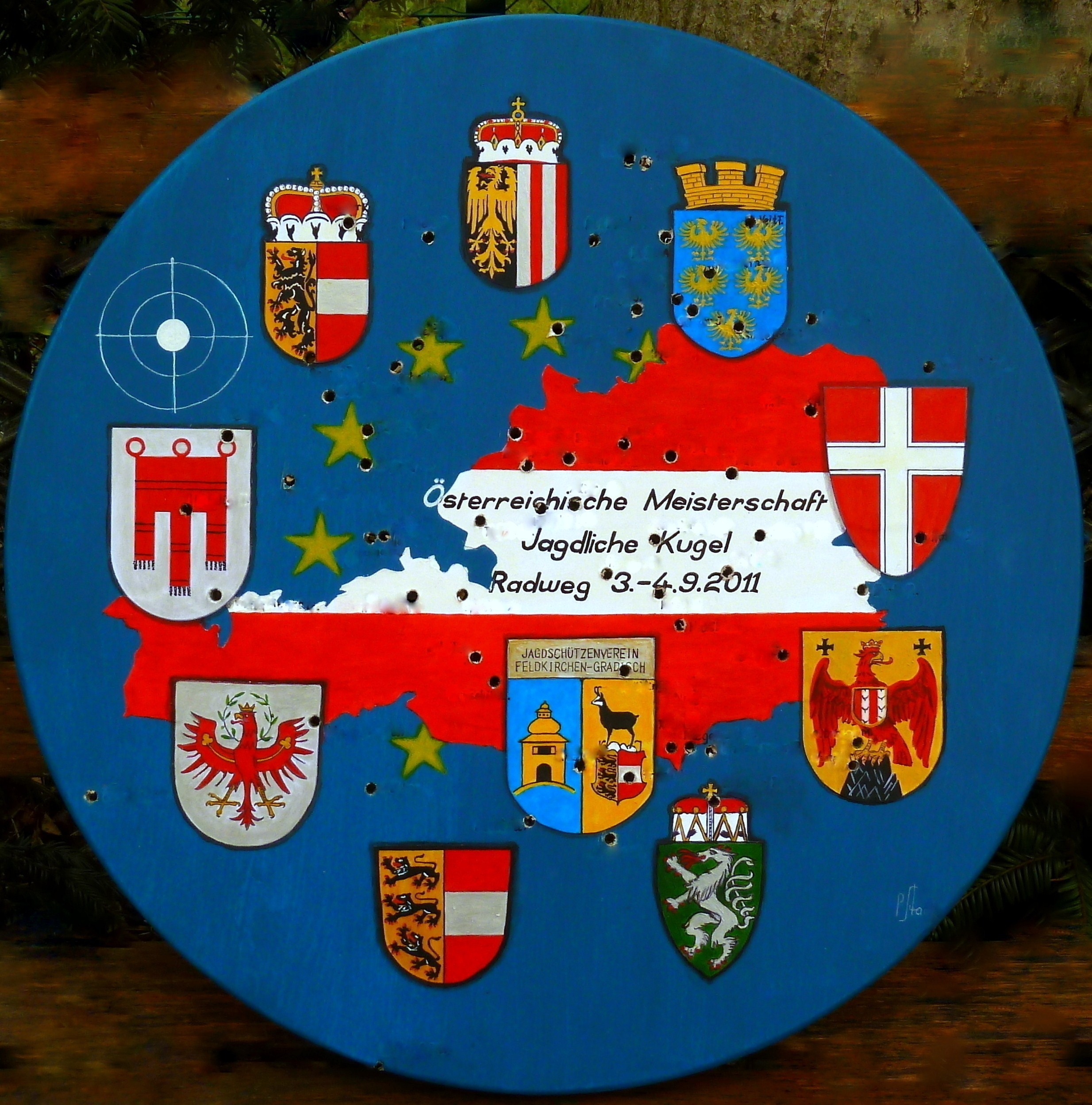
Moderne Ehrenscheibe aus Österreich, 2011 (die Namen der Schützen wurden aus Datenschutzgründen entfernt)
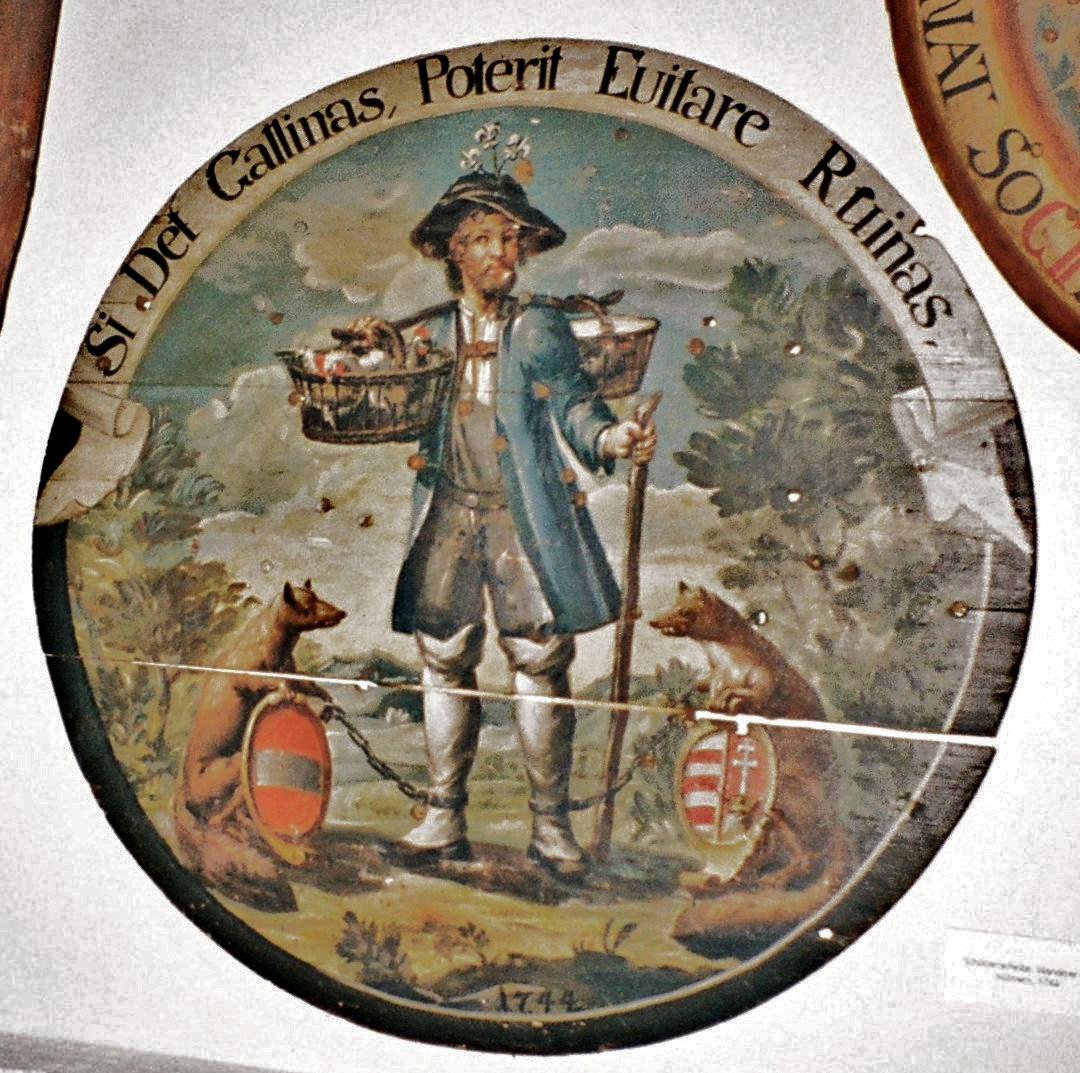
Ehrenscheibe von 1744 (Museum St. Veit an der Glan)
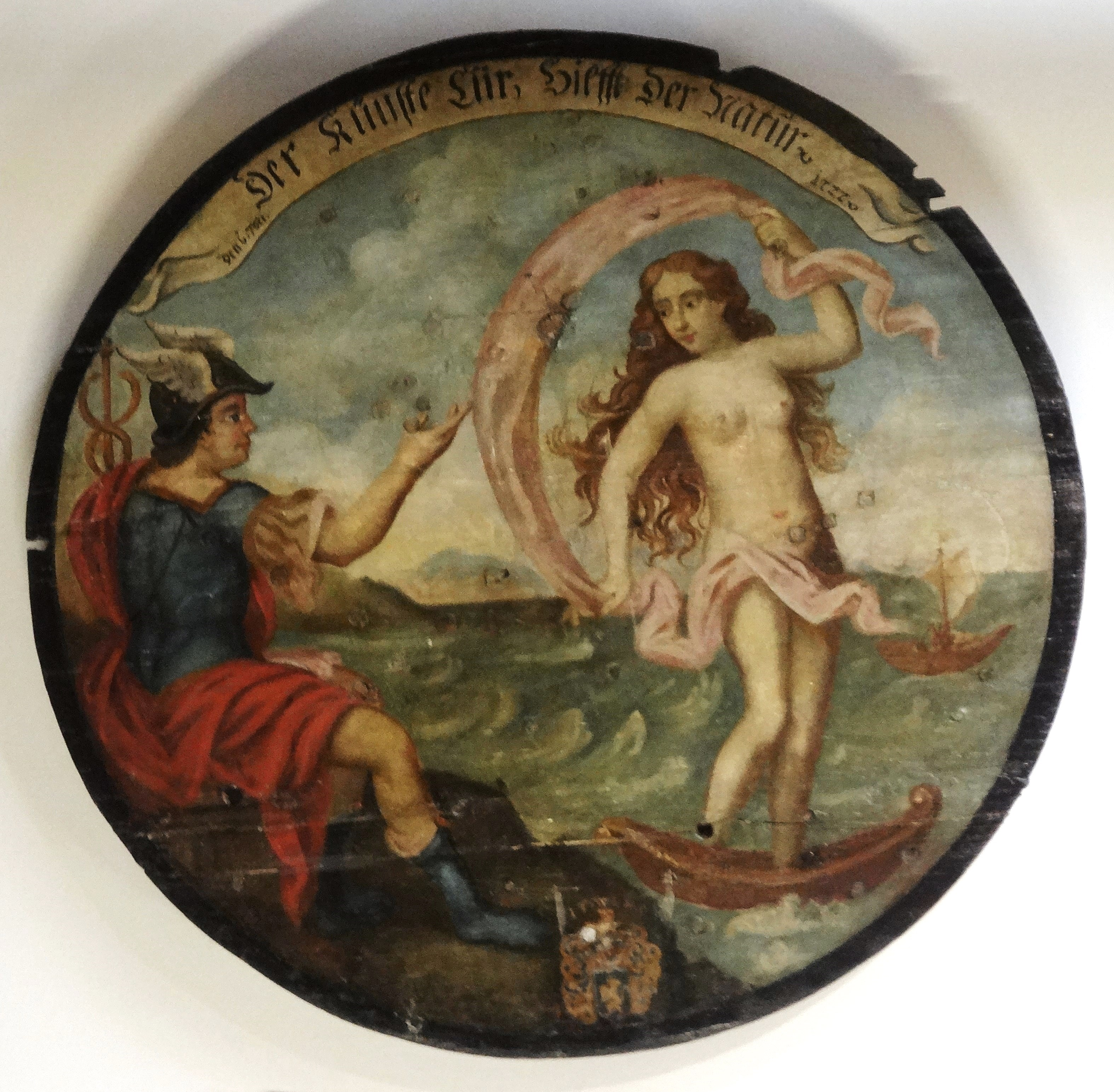
Schießscheibe von 1722 (Museum St. Veit an der Glan)
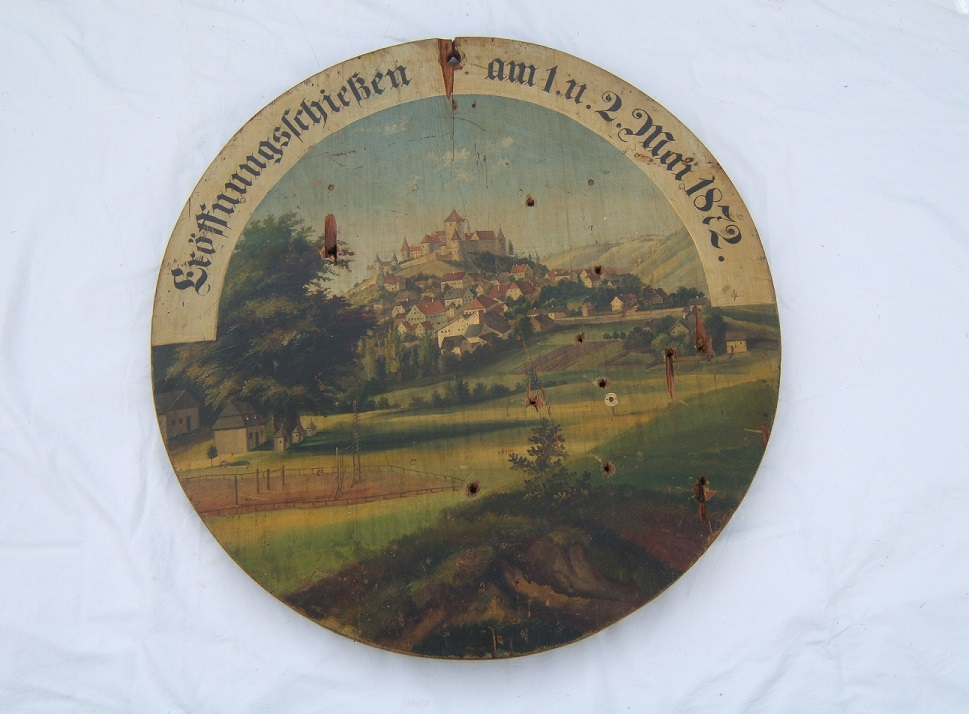
Schießscheibe von 1872 (1864er Schützen Wörth an der Donau)
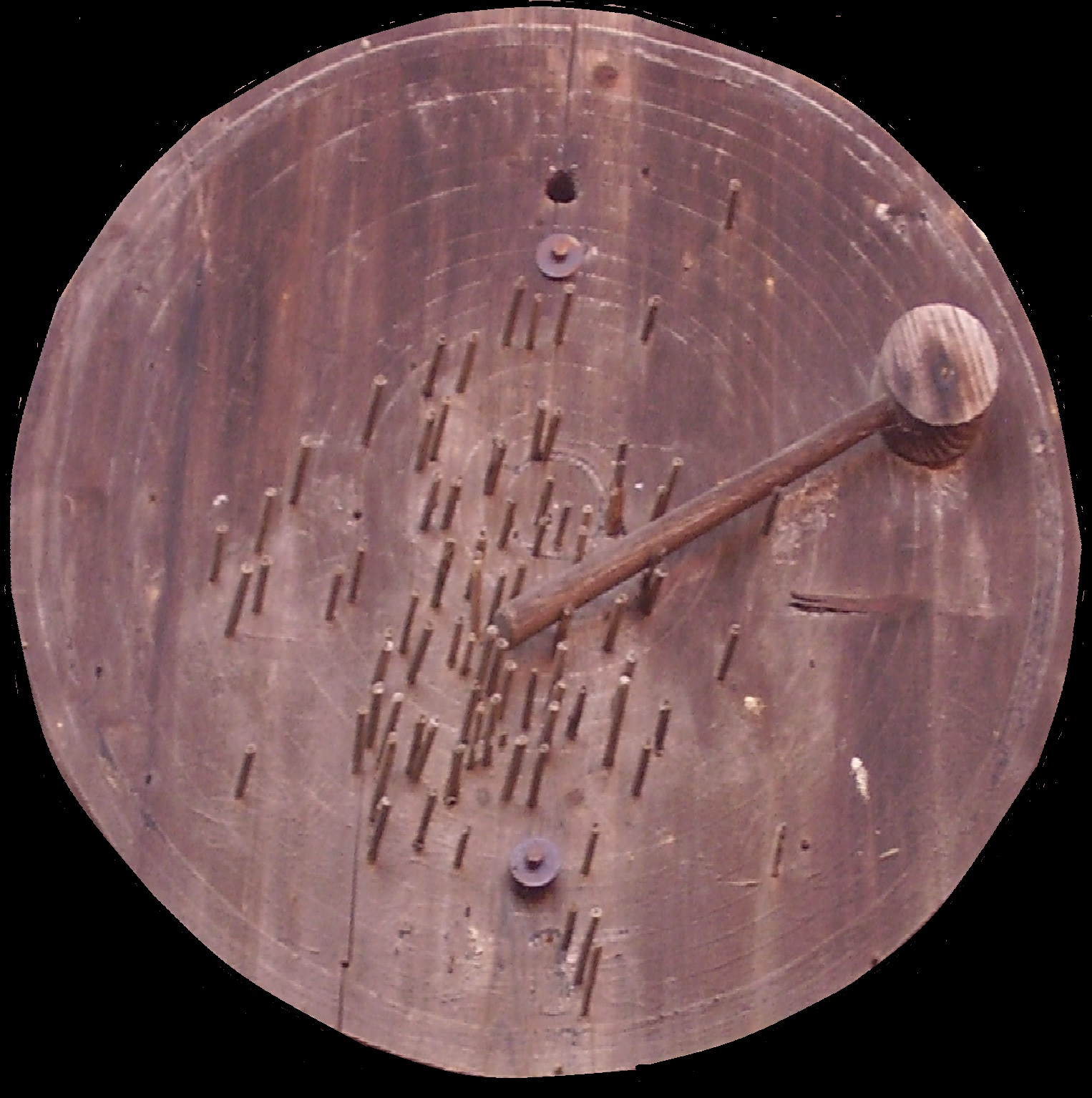
Historische Königsscheibe mit Holzpflöcken

## Militärische Scheiben

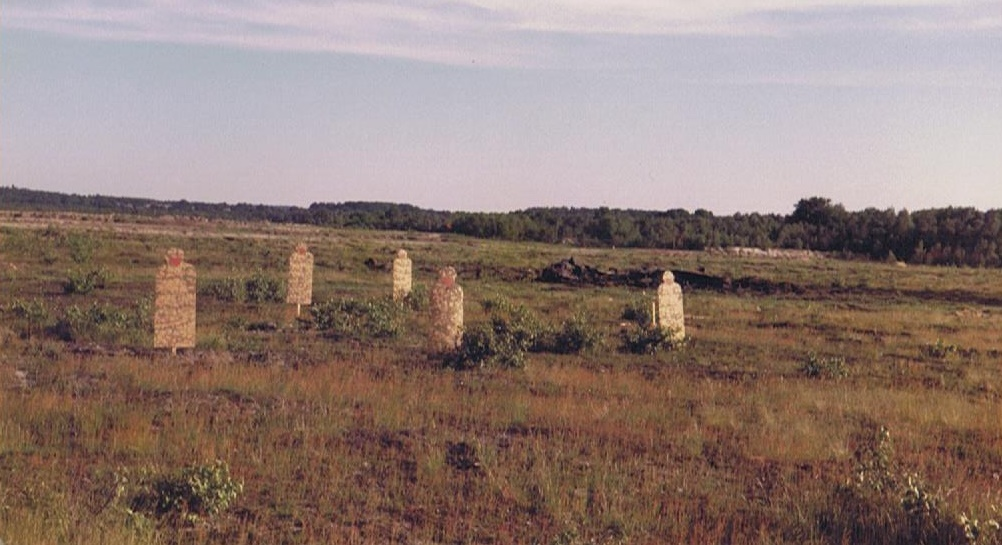
Pappkameraden als Zielscheibe

Auch in der militärischen Ausbildung werden Schießscheiben eingesetzt. Neben der Schießfertigkeit soll hier auch das entschlossene Handeln trainiert werden. Dazu werden auch Schützenscheiben, umgangssprachlich „Pappkamerad“ (eine Scheibe mit menschlicher Silhouette), eingesetzt. Diese sind nicht mit den Ehrenschützenscheiben zu verwechseln. Sie können auch in einem Bild in einer Landschaft eingefügt sein. Die Ausgestaltung der Schützenscheiben kann auch Aufschluss über das Feindbild einer jeweiligen Armee geben. In Deutschland dürfen beim  Sportschießen Ziele und Scheiben, die Menschen darstellen oder symbolisieren, nicht verwendet werden.

## Jagdliche Scheiben
Beim jagdlichen Schießen, sowohl beim Wettkampf als auch zur Übung für die Jagd, werden meist Abbildungen jagdbarer Wildarten: Gämse (Gams), Reh, Fuchs, Wildschwein (Überläufer) – Letztere auch als bewegte Scheibe (laufender Keiler) – beschossen. Dabei folgt die Anordnung der Ringe der Form des Wildes und des gewünschten Sitz des Treffers. Zielscheiben, welche die Anatomie des Wildes besser berücksichtigen werden diskutiert, konnten sich aber bisher nicht durchsetzen.

## Sonderformen

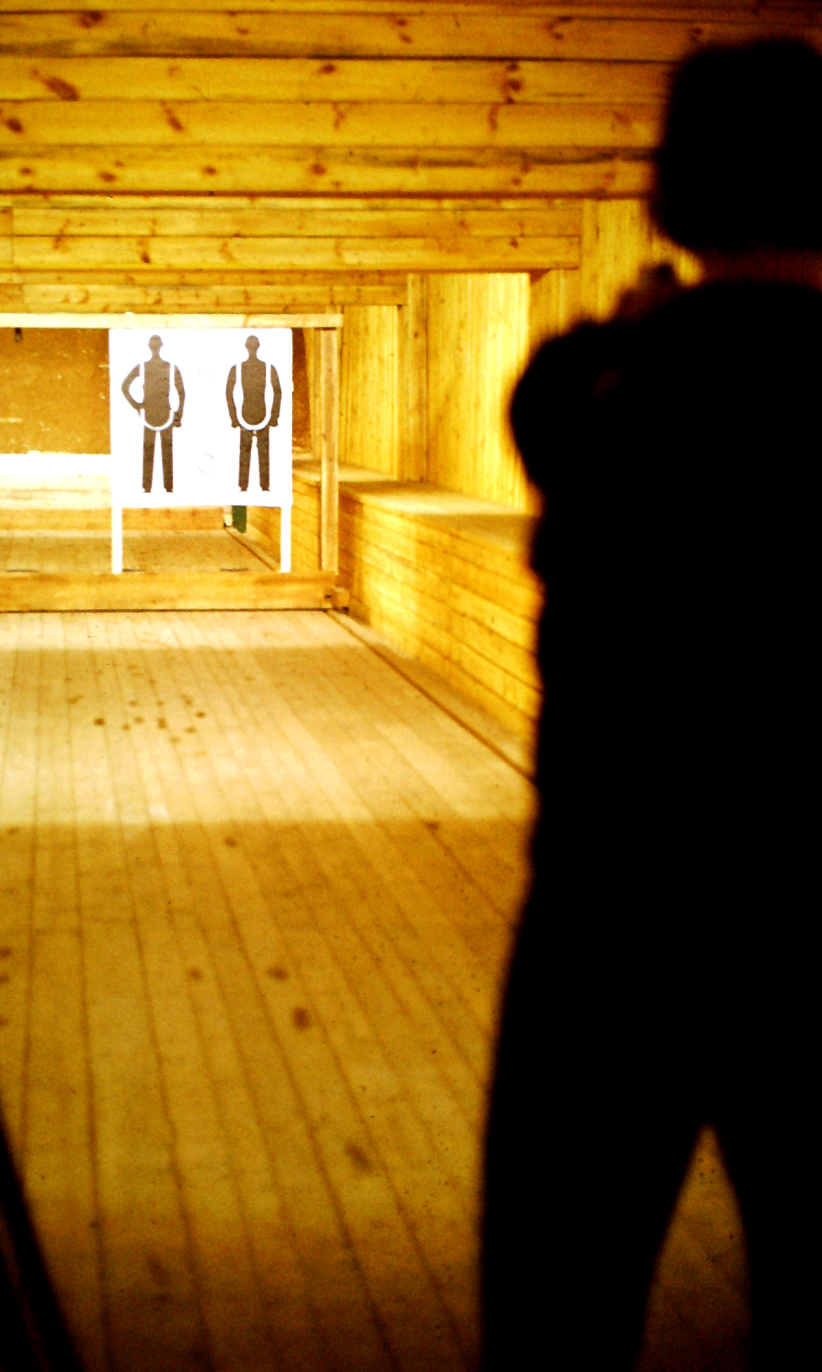
Personen-Scheiben

Bei Schießen um den Titel eines Schützenkönigs in Schützenvereinen oder bei „Glücksschießen“ (zum Beispiel zu Ostern/Weihnachten) können auch Scheiben mit diversen anderen Motiven zum Einsatz kommen.
Willich-Schiefbahn führt eine Zielscheibe im Wappen.